# Сељак
Сељак је особа која живи на селу, бавећи се пољопривредом. 
У прошлости, од настанка цивилизације па све до индустријске револуције и савремених трендова глобализације, сељаци су чинили већину становништва у свим државама и културама. С обзиром на рурални карактер економије кроз историју, сељаци су – било као робови, било као кметови – чинили потиснуту класу.
Растом новчане привреде и капитализма, срж економске активности почео се пребацивати у градове, а тиме је престала важност сељака, који се с временом профилишу у посебан друштвени слој, а и међу њима поступно расте диференцијација на подтипове класа, као што су сељаци-беземљаши, сиромашни сељаци, надничари и богати кулаци.
Сељаци су кроз историју били заузети свакодневним пословима да би имали слободног времена за образовање и развој високе културе. Због тога су били мање образовани, а због забачености села у односу на градове и мање изложени достигнућима масовне културе. Као крајња последица таквог стања, развио се културни стереотип сељака као „необразованих”, „примитивних”, „конзервативних” и „затуцаних” особа.
У новије време је назив сељак попримио негативну конотацију описујући тако особу која је „проста” и „необразована”, а у настојању да се то избегне чешће се употребљава англицизам фармер. За време Југославије и социјалистичког уређења у ту сврху користио се израз индивидуални пољопривредни произвођач.
У јагодинском селу Главинци је подигнут споменик српском сељаку.